# Glauia durieui
Glauia durieui är en insektsart som först beskrevs av Bolívar, I. 1878.  Glauia durieui ingår i släktet Glauia och familjen Pamphagidae.

## Underarter
Arten delas in i följande underarter:
- G. d. durieui
- G. d. rubripes